# Les Linguistes atterrées
Les Linguistes atterrées est un collectif de linguistes français formé en 2023. D'abord auteurs d'un ouvrage collectif intitulé Le français va très bien, merci publié dans la collection « Tracts » (no 49) de Gallimard, le collectif se structure aussi en une association nommée Tract des linguistes.
Le collectif publie par la suite des tribunes dans la presse et participe à des débats dans les médias et espaces publics.

## Membres fondateurs
Le nom du collectif est une référence au collectif des économistes atterrés. Il est explicité sur la quatrième de couverture du tract comme faisant référence au fait d'être « proprement atterrées par l'ampleur de la diffusion d'idées fausses sur la langue française »,. Les signataires du tract sont,, :
- Anne Abeillé ;
- Julie Auger (d) ;
- Christophe Benzitoun (d) ;
- Heather Burnett (d) ;
- Maria Candea ;
- Françoise Gadet ;
- Médéric Gasquet-Cyrus ;
- Antoine Gautier (d) ;
- Arnaud Hoedt ;
- Jean-Marie Klinkenberg ;
- Michel Launey (d) ;
- Julie Neveux ;
- Rachel Panckhurst (d) ;
- Jérôme Piron (d) ;
- RF Monté, de Linguisticae ;
- Corinne Rossari (d) ;
- Gilles Siouffi (d) ;
- Dan Van Raemdonck (d) ;
- Laélia Véron.

## AssociationTract des linguistes
L'association Tract des linguistes (TDL) est déclarée le 11 avril 2023 à la préfecture de police de Paris et a son siège social au Laboratoire de linguistique formelle (LLF), une unité mixte de recherche du CNRS et de l'université Paris-Cité, au 8 rue Albert-Einstein dans le 13e arrondissement,. Elle affiche comme objet notamment d'« organiser des rencontres et débats grand public autour des recherches en sciences du langage et d'organiser des formations aux médias et à la vulgarisation scientifique à destination des spécialistes ou futures spécialistes en sciences du langage » et de « prévoir un espace de publication ou de promotion pour les travaux de diffusion en sciences du langage ».

## Publications

### Le français va très bien, merci
Comme l'indique un nota bene concluant l'introduction, la rédaction du tract est effectuée en respectant les rectifications orthographiques de 1990, l'accord de proximité et l'invariabilité du participe passé des verbes conjugués avec avoir.

#### Sommaire
Après une introduction intitulée « Décrire ou prescrire », le tract entend dénoncer dix idées reçues :
1. Le français n'est plus « la langue de Molière »
2. Le français n'appartient pas à la France
3. Le français n'est pas « envahi » par l'anglais
4. Le français n'est pas règlementé par l'Académie française
5. Le français n'a pas une orthographe parfaite
6. L'écriture numérique n'@bime pas le français
7. Le français parlé n'est pas déficient
8. Le français n'est pas « massacré » par les jeunes, les provinciaux, les pauvres ou les Belges
9. Le français n'est pas en « péril » face à l'extension du féminin
10. Linguiste, c'est un métier

#### Réception du tract
Le français va très bien, merci reçoit un bon accueil du public et se place dans les meilleures ventes de la collection « Tracts » de Gallimard. Les médias et différentes associations consacrées à la langue ont réagi en saluant ou dépréciant le tract.
Du côté positif, à la parution du tract, l'écrivain et universitaire québécois Benoît Melançon parle d'une « invitation bienvenue à respirer par le nez » qui « prend la forme de propositions brièvement exposées, appuyées sur des recherches récentes, des considérations sur l'évolution normale des langues et des comparaisons avec d'autres langues ». La linguiste Laurence Rosier, dans La Revue nouvelle — revue belge d'analyse sociopolitique —, salue un tract « incisif et inspirant » mais considère que le texte aurait pu aller plus loin pour tenir compte des discours puristes omniprésents et anciens, pour sortir de ce qu'elle appelle une impasse en enseignant autrement et « rêvant la langue ». Le Café pédagogique se réjouit des « propositions vivifiantes, en particulier pour l'enseignement du français ». Nicolas Ancion dans ActuaLitté en juin 2023 le décrit comme « un plaidoyer qui ravive le plaisir de parler, d'écouter et d'écrire », « stimulant de bout en bout », « plein de bon sens ». Martin Winckler reprend à son compte les arguments du tract en 2024 dans Au pays du mépris.
Du côté dépréciatif, Jean Pruvost, lexicologue et candidat régulier à l'Académie française,,, répond en mai 2023 par une tribune intitulée Le français ne va pas si bien, hélas publiée dans Le Figaro. En novembre 2023, l'association Avenir de la langue française publie sur son site web trois réponses au tract. En décembre 2023, Jean-Paul Brighelli critique le tract avec virulence dans Causeur. En 2024, Lionel Meney publie La sociolinguistique entre science et idéologie : une réponse aux Linguistes atterrées.

### Le Cahier d'activités des linguistes atterrées
En mai 2025, le collectif sort son cahier d'activités, destiné, dans l'esprit du tract à jouer avec la « diversité » et la « richesse » d'une langue « résolument vivante ». Le linguiste Médéric Gasquet-Cyrus donne les exemples suivants parmi les questions du cahier : « Pourquoi, en français, prononce-t-on rarement les lettres finales ? Qu'est-ce qu'une rôtie au Québec ? Que signifie mec dans le dictionnaire de l'Académie française ? » La linguiste Laélia Véron déclare qu'il s'agit d'un cahier à la fois exigeant et ludique pour aborder des aspects différents de la langue : histoire de la langue, français parlé et français écrit, croisement des langues et emprunts, francophonie, variations sociales, régionales et générationnelles, français numérique.

### Tribunes
- « Pourquoi il est urgent de mettre à jour notre orthographe », Le Monde,‎ 15 octobre 2023 [lire sur lemonde.fr] [lire sur tract-linguistes.org].

- À propos du Dictionnaire de l'Académie française :
  - « Le dictionnaire de l'Académie française, une institution en crise derrière une façade fissurée », Libération,‎ 13 novembre 2024 [lire sur liberation.fr] [lire sur tract-linguistes.org].
  - « Incohérent et hétéroclite, le dictionnaire de l'Académie française n'a rien d'atemporel », La Croix,‎ 8 décembre 2024 [lire sur la-croix.com].